# صوفي أميرة سكسونيا
صوفي أميرة سكسونيا (بالألمانية: Sophie von Sachsen)‏ (15 مارس 1845 - 9 مارس 1867) كانت الطفلة الثامنة وأصغر بنات جون ملك سكسونيا وزوجته أمالي أوغست بافاريا توفيت عن عمر يناهز 21 سنة.